# Tubulipora uniformis
Tubulipora uniformis är en mossdjursart som beskrevs av Gostilovskaya 1955. Tubulipora uniformis ingår i släktet Tubulipora och familjen Tubuliporidae. Inga underarter finns listade i Catalogue of Life.